# Idiochroa anthina
Idiochroa anthina är en fjärilsart som beskrevs av Turner 1947. Idiochroa anthina ingår i släktet Idiochroa och familjen plattmalar. Inga underarter finns listade i Catalogue of Life.